# ZODB
Object Zope Database (ZODB) е обектно-ориентирана база данни за прозрачно и постоянно съхраняване на Python обекти. Той е включен като част от сървъра на Zope за web приложения, но може да се използва и независимо от Zope.
ZODB е напълно развит Python DataStore и има стотици хиляди системи в днешно време които работят с него.

## История
- Създадена от Джим Фултън в Zope Corporation в края на 90-те.
- Започва като проста Устойчива обектна система (Persistent Object System (POS)) по времето на развитието на Principia (по-късно станала Zope).
- ZODB 3 е преименувана когато са направени значителни архитектурни промени.
- ZODB 4 краткотраен проект за ре-имплементиране на целия ZODB 3 използвайки 100% Python.